# Tierra de faraones
 Tierra de faraones (título original: Land of the Pharaohs) es una película estadounidense de 1955 dirigida por Howard Hawks, con Jack Hawkins y Joan Collins como actores principales, ambientada en el antiguo Egipto.

## Argumento
El faraón Kheops ordena construir una pirámide que supere las anteriores realizadas en cualquier parte del mundo y en la que reposará cuando tenga que pasar la vida en el mundo de los muertos. La construcción de la pirámide se interrumpe, ya que las canteras más cercanas se han agotado y falta materia prima. Para que siga la construcción, Kheops decide cobrar tributos a Chipre, donde reina la bellísima y ambiciosa princesa Nélifer, de quien se enamora y con la que se casa.
La trama consiste en un faraón que desea que le sea fabricada una tumba inexpugnable (a prueba de saqueadores). En una de las campañas del faraón se enfrentaron a una serie de artilugios que comprometieron su victoria, mas no la impidieron. El faraón solicitó la presencia de Vashtar, el diseñador de dichos artilugios, que fue capturado. Le preguntó si podía construirle una tumba segura. El constructor le dijo que la haría pero con la condición de que su pueblo fuera liberado al final de la construcción. El faraón acepta y en la trama aparece Nélifer entregada como tributo y con una ambición desmesurada que la llevó finalmente a atentar contra la vida del faraón y de su hijo. El faraón muere y también su primera esposa protegiendo a su hijo. 
Al final el sumo sacerdote Hamar, regente del faraón en su ausencia y hasta su entierro en su tumba una vez muerto y además conocedor de las tramas urdidas por Nélifer que no puede demostrar, le plantea falsamente a Néllifer que tiene que presidir los ritos funerarios en el interior de la tumba si quiere ser reina de Egipto. Néllifer cae en la celada del sacerdote e ingresa a la tumba junto a este y otros miembros de la corte. Una vez terminados los ritos se activa automáticamente el mecanismo de sellado de la tumba, que no conocía Nélifer. Entonces ella se da cuenta de que morirá en el interior de la tumba junto con los demás, que se han comprometido a morir con el faraón en su tumba por voluntad propia. En su desesperación se desmorona por ello. 
Es de señalar que el constructor casi ciego y su hijo, conocedores del secreto de la tumba y condenados por ello a morir también con el faraón en contra de su voluntad, fueron perdonados antes por Hamar y liberados junto al resto de su pueblo como parte de su plan para poder acabar con Nélifer y como agradecimiento por haber asegurado la tumba de una forma inexpugnable incluso para ellos mismos. En libertad, los dos emprenden el regreso a sus tierras natales junto con el resto de su pueblo.

## Reparto
- Jack Hawkins: el faraón Keops.
- Joan Collins: la princesa Nellifer.
- James Robertson Justice: Vashtar.
- Dewey Martin: Senta.
- Alexis Minotis: Hamar.
- Luisella Boni (como Luisa Boni): Kyra.
- Sydney Chaplin: Treneh.
- James Hayter: Mikka.
- Carlo de Angelo: el guardián de los cuerpos.
- Bud Thompson: Mabouna.
- Kerima: Naila.
- Piero Giagnoni: Xenón.